# Odontomesa lutosopra
Odontomesa lutosopra är en tvåvingeart som först beskrevs av Garrett 1925.  Odontomesa lutosopra ingår i släktet Odontomesa och familjen fjädermyggor.
Artens utbredningsområde är British Columbia. Inga underarter finns listade i Catalogue of Life.